# Per Grazia Ricevuta (gruppo musicale)
I Per Grazia Ricevuta (o P.G.R. o PGR o PG3R) sono stati un gruppo musicale italiano formato da alcuni ex-componenti dei CSI.

## Storia
La prima formazione dei PGR comprendeva Giovanni Lindo Ferretti e Ginevra Di Marco, Gianni Maroccolo, Giorgio Canali e Francesco Magnelli.
Il nome del gruppo si riferisce alla "grazia" ricevuta a Montesole in una serata organizzata in ricordo di Giuseppe Dossetti, il "Monaco Obbediente".
Nel primo disco, l'assenza di Massimo Zamboni e la presenza di Hector Zazou hanno portato all'abbandono di ogni forma di rock italiano per una ricerca nella direzione della musica elettronica e sperimentale, con echi provenienti dalla musica africana. In particolare si nota una cura particolare per la sezione vocale, nell'amalgama delle due voci femminile e maschile.
In seguito nel 2004 Ginevra Di Marco e il marito Francesco Magnelli hanno lasciato il gruppo, e sono rimasti solo Giovanni, Giorgio e Gianni, tanto che la sigla ha acquistato un esponente 3 a voler significare Però Gianni Giorgio Giovanni Resistono. Con questa formazione è uscito il disco D'anime e d'animali, salutato come un ritorno al rock. L'ultima produzione della band, Ultime notizie di cronaca, ne segna nel 2009 il definitivo scioglimento.

## Discografia

### Album in studio
- 2002 – Per grazia ricevuta
- 2004 – D'anime e d'animali
- 2009 – Ultime notizie di cronaca
- 2010 – ConFusione - 9 canzoni disidratate da Franco Battiato

### Album dal vivo
- 2003 - Montesole 29 giugno 2001

### Singoli
- 2004 - Alla pietra (9 luglio 2003)

## Formazione
- Giovanni Lindo Ferretti - voce (2001-2009)
- Gianni Maroccolo - basso (2001-2009)
- Giorgio Canali - chitarre, voce (2001-2009)
- Pino Gulli - batteria (2001-2009)
- Cristiano Della Monica - percussioni, basso, cori (2004-2009)

Ex membri
- Francesco Magnelli - tastiere (2001-2004)
- Ginevra Di Marco - voce (2001-2004)